# Valtari film experiment
Le Valtari film experiment est une expérience artistique que le groupe Sigur Rós a tenté en invitant une douzaine de réalisateurs, étendu finalement à quatorze, à créer des clips basés sur les musiques de l'album Valtari avec un budget restreint de 5 000 dollars pour chacun d'eux. Ils sont rejoints par deux gagnants d'un concours de vidéos originales.
Les vidéos sortent en DVD, Blu-ray et téléchargement le 11 février 2013 en Europe et le 15 mars 2013 aux États-Unis accompagnées de trois making-of.

## Le projet
La particularité de ce projet, originellement connu comme le Valtari mystery film experiment, est que le groupe a voulu laisser une liberté totale aux réalisateurs et n'est donc pas intervenu dans le processus de création, et a même voulu ignorer tout des projets afin de garder le mystère. 
Les quatorze vidéastes sont rejoints par deux gagnants d'un concours de vidéos originales lancé début juin 2012, ouvert à tout le monde et organisé par Sigur Rós. Le premier gagnant est désigné par un vote des internautes organisé du 11 au 18 septembre 2012 et le second par le groupe lui-même. Ces deux gagnants reçoivent, au même titre que les appelés, 5 000 dollars, ainsi que quelques produits dérivés dont la couverture aux couleurs de Valtari. La participation fut très importante puisque 834 participants ont soumis leurs vidéos (soit environ quatre jours entiers de vidéo, en prenant comme référence la durée totale de l'album pour les huit pistes). Sigur Rós récompense aussi les cinq vidéastes qui arrivent après le gagnant dans leur top avec des t-shirts et des posters. Les 834 vidéos du concours peuvent être visionnées sur le site talenthouse.com.
Finalement, seize vidéos font partie « officiellement » du Valtari film experiment. Elles sont mises en ligne environ toutes les deux semaines et elles peuvent être visionnées sur le site officiel.

### Les vidéos
- Ég anda réalisé par Ragnar Kjartansson d'une durée de 6 min 15 s, mis en ligne le 25 mai 2012.

Ragnar Kjartansson décrit cette vidéo comme « le premier clip pop utile de l'histoire ». En effet Ragnar Kjartansson met en scène et explique, par des panneaux, les gestes pour pratiquer la méthode de Heimlich lorsqu'une personne s'étouffe avec un aliment.
- Varúð réalisé par Ingibjörg Birgisdóttir d'une durée de 6 min 43 s, mis en ligne le 6 juin 2012.

Après avoir animé la pochette de l'album Valtari en guise de clip pour le premier single Ekki Mùkk, Ingibjörg Birgisdóttir a animé cette fois une carte postale de la faille d'Almannagjá où coule la rivière Öxará dans le parc national de Þingvellir, en y incluant des personnages externes et énigmatiques qui font des appels lumineux grâce à des torches. Ingibjörg Birgisdóttir a voulu que cette vidéo « ai une construction lente comme Varúð » et a voulu « laisser aux spectateurs s'imaginer des choses. Nous n'avons aucune idée de qui sont ces gens ni ce qu'ils signalent ».
- Fjögur píanó réalisé par Alma Har'el (en) d'une durée de 8 min 33 s, mis en ligne le 18 juin 2012.

Pour Alma Har'el il est question dans cette vidéo de « ne pas savoir comment s’extirper de quelque chose sans faire mal à quelqu'un d'autre. Pour certaines personnes il serait question de bonbons et de poissons. Ça me va. »
Grâce à la présence dans la distribution de Shia LaBeouf, qui se dénude complètement, cette vidéo a eu un effet médiatique important, notamment un article dans le Wall Street Journal.
- Rembihnútur réalisé par Arni & Kinski d'une durée de 5 min 10 s, mis en ligne le 2 juillet 2012.

Arni & Kinski sont des habitués avec déjà quatre clips de Sigur Rós réalisés. Ce cinquième est une sorte d'hommage à la musique de Sigur Rós qu'ils utilisent pour méditer dans la vie et élever leur conscience comme ils l'expliquent. Ils utilisent ainsi une succession de plan de personnes « méditant » filmé en noir et blanc dans cette vidéo.
- Ég anda réalisé par Ramin Bahrani d'une durée de 6 min 24 s, mis en ligne le 16 juillet 2012.

Ramin Bahrani a dédié cette vidéo à Jenni Jenkins, une militante écologiste décédée fin 2011, à 26 ans, renversée par une voiture, avec qui il avait coécrit son court-métrage Plastic Bag, dont la musique a été composée par Kjartan Sveinsson de Sigur Rós, qu'ils ont présenté à la Mostra de Venise 2009. Elle venait de la campagne mais adorait la ville et voulait de ce fait intégrer sa vision écologiste à l'urbanité. Ramin Bahrani a transposé son histoire de façon métaphorique dans cette vidéo en mettant en scène des images d'animaux côtoyant le monde urbain, dont un poisson à la fin qui périt par, et dans, ce monde.
- Varúð réalisé par Ryan McGinley d'une durée de 8 min 1 s, mis en ligne le 31 juillet 2012.

Une petite fille, jambes et pieds nus à la chevelure dorée, traverse New York en sautillant, le temps se fige parfois. Ryan McGinley explique que « ceci est mon poème dédié à la ville de New York. J'ai voulu apporter l'innocence de l'enfance à la rue à travers un personnage qui s'illumine et émerveille le monde autour d'elle. Je suis toujours intéressé par les atmosphères où le rêve et la réalité se trouvent sur un pied d'égalité. »
- Varðeldur réalisé par Melika Bass d'une durée de 6 min 38 s, mis en ligne le 13 août 2012.

Une femme enfermée dans une pièce bétonnée succombe à l'ennui voire à la folie. Le site officiel le décrit comme « un portrait cinématographique d'une entité instable dans un vaisseau hanté, voguant à la dérive en s'éloignant,  attirée d'un chant de sirène. »
- Dauðalogn réalisé par Henry Jun Wah Lee d'une durée de 6 min 43 s, mis en ligne le 28 août 2012. À noter que la vidéo a été disponible par erreur quelques heures sur le compte youtube de Sigur Rós le 13 août 2012.

Des mouvements lents de caméras et des time-lapse scrutent la nature printanière de l’île de Yakushima que Henry Jun Wah Lee a choisi pour sa beauté mais aussi pour la similitude de l'histoire de Yakushima avec la relation fragile qui uni les humains et la nature. « Les arbres géants de l'île étaient autrefois vénérés et sacrés par la population locale. Ils ont vécu pendant des milliers d'années, mais au cours des cinq derniers siècles, ils sont presque arrivés au bord de l'extinction. Le paysage balafré, couplé avec la façon dramatique dont la forêt a récupéré, donne une ambiance pittoresque et magique. »
- Seraph (Rembihnútur et Ekki Mùkk) réalisé par Dash Shaw et écrit par John Cameron Mitchell et Dash Shaw d'une durée de 6 min 45 s, mis en ligne le 12 septembre 2012.

Seraph est un film d'animation au dessin presque enfantin, qui fait référence aux séraphins.
- Ekki Múkk réalisé par Nick Abrahams d'une durée de 10 min 9 s, mis en ligne le 24 septembre 2012.

Un homme, incarné par Aidan Gillen, se perd dans la campagne britannique et cherche à rentrer chez lui. Il rencontre un escargot rampant, avec la voix de Shirley Collins, qui cherche lui aussi à rentrer chez lui. L'escargot et l'homme poursuivent alors leurs quêtes ensemble. En traversant un petit bois, ils tombent devant un renard blessé qui effraye l'homme au début. Finalement, pris de courage influencé par l'escargot, il emporte l'animal avec lui. À la tombée de la nuit, ils se posent sous un arbre. L'homme s'endort, l'escargot part, le renard décède et entre dans une décomposition accélérée. L'homme se réveille sous le ciel étoilé, l'escargot a finalement atteint son but et dit à l'homme qu'il arrivera à trouver son chemin tout seul.
Nick Abrahams dit qu'il a voulu refléter la musique de Sigur Rós, qu'il définit comme épique et intime en même temps, dans une histoire qui est en soi petite mais aussi immense. Il dit qu'il a aussi voulu reproduire le sentiment d'émerveillement que l'on a en regardant un bon documentaire animalier et aussi raconter une petite fable.
- Dauðalogn réalisé par Ruslan Fedotow d'une durée de 6 min 40 s, gagnant du concours désigné par le vote des internautes, officialisé le 8 octobre 2012.

À l'origine la vidéo qui devait être choisie par les votes des internautes ne devait pas faire partie du Valtari mystery film experiment, mais le groupe a décidé au dernier moment que, vu le nombre élevé de participants et surtout vu la qualité des réalisations, notamment celle de Ruslan Fedotow, que ce gagnant plébiscité par le public méritait largement sa place au sein du projet.
- Fjögur píanó réalisé par Anafelle Liu d'une durée de 8 min 9 s, gagnante du concours désigné par Sigur Rós, officialisé le 15 octobre 2012.

Le choix du groupe a été dicté par la simplicité et le fait que cette vidéo n'a quasiment rien coûté, seulement un peu de farine et d'eau.
- Varðeldur réalisé par Clare Langan d'une durée de 6 min 35 s, mis en ligne le 22 octobre 2012.
- Valtari (Ekki múkk, Valtari, Rembihnútur et Varúð) réalisé par Christian Larson d'une durée de 10 min 26 s, mis en ligne le 13 novembre 2012.
- Varúð réalisé par Björn Flóki d'une durée de 7 min 28 s, mis en ligne le  20 novembre 2012.
- Leaning towards solace (Dauðalogn et Varúð) réalisé par Floria Sigismondi d'une durée de 12 min 14 s, mis en ligne le 6 décembre 2012.

## Sortie commerciale
- Europe le 11 février 2013 en DVD, Blu-ray et téléchargement.
- États-Unis et  Canada le 15 mars 2013 en DVD et téléchargement.

### Liste des pistes
| 1.      | Varúð                                              | Ingibjörg Birgisdóttir |  |
| 2.      | Valtari (Ekki múkk, Valtari, Rembihnútur et Varúð) | Christian Larson       |  |
| 3.      | Ég anda                                            | Ragnar Kjartansson     |  |
| 4.      | Ekki múkk                                          | Nicholas Abrahams      |  |
| 5.      | Varðeldur                                          | Clare Langan           |  |
| 6.      | Leaning towards solace (Dauðalogn et Varúð)        | Floria Sigismondi      |  |
| 7.      | Seraph (Rembihnútur et Ekki Mùkk)                  | Dash Shaw              |  |
| 8.      | Dauðalogn                                          | Ruslan Fedotow         |  |
| 9.      | Rembihnútur                                        | Arni & Kinski          |  |
| 10.     | Fjögur píanó                                       | Alma Har'el            |  |
| 11.     | Ég anda                                            | Ramin Bahrani          |  |
| 12.     | Varðeldur                                          | Melika Bass            |  |
| 13.     | Varúð                                              | Björn Flóki            |  |
| 14.     | Dauðalogn                                          | Henry Jun Wah Lee      |  |
| 15.     | Fjögur píanó                                       | Anafelle Liu           |  |
| 16.     | Varúð                                              | Ryan McGinley          |  |
| 145 min |                                                    |                        |  |